# Leptotarsus porterianus
Leptotarsus porterianus är en tvåvingeart. Leptotarsus porterianus ingår i släktet Leptotarsus och familjen storharkrankar.

## Underarter
Arten delas in i följande underarter:
- L. p. limai
- L. p. porterianus